# Ludlockita
La ludlockita és un mineral de la classe dels òxids. Anomenada així pels comerciants de minerals Frederick Ludlow Smith III i Charles Locke Key, els que descobriren el mineral.

## Característiques
La ludlockita és un òxid de fórmula química PbFe₄3+As103+O22. Cristal·litza en el sistema triclínic. La seva duresa a l'escala de Mohs és 1,5 a 2.
Segons la classificació de Nickel-Strunz, la ludlockita pertany a «04.JA - Arsenits, antimonits, bismutits; sense anions addicionals, sense H₂O» juntament amb els següents minerals: leiteïta, reinerita, karibibita, apuanita, schafarzikita, trippkeïta, versiliaïta, schneiderhöhnita, zimbabweïta, kusachiïta, paulmooreïta, estibivanita i chadwickita.

## Formació i jaciments
En la seva localitat tipus va ser descrita en cossos de mena oxidats que contenien plom, ferro i sulfosals d'arsènic. Es trobà associada a siderita rica en zinc.